# Harold Gould
Harold V. Goldstein (Schenectady, Nueva York, Estados Unidos; 10 de diciembre de 1923 - Woodland Hills, California, Estados Unidos; 11 de septiembre de 2010), conocido por su nombre artístico Harold Gould, fue un actor estadounidense de cine, televisión y teatro, cuya carrera se extendió durante 50 años.

## Biografía
Nació en el seno de una familia judía, hijo de un empleado de correos y un ama de casa. Estudió en la facultad de magisterio de la Universidad de Albany con el objetivo de convertirse en profesor de ciencias sociales o de inglés. Tras dos años en la universidad, se alistó en el ejército durante la Segunda Guerra Mundial, y fue destinado a una compañía de morteros en Francia. Tras desarrollar pie de trinchera, fue enviado a Inglaterra para recuperarse. Posteriormente, fue destinado a una unidad de transporte ferroviario en Francia.
Tras el regreso a casa, obtuvo una licenciatura en artes por la Universidad de Albany en 1947. Asimismo, se matriculó en la Universidad Cornell para estudiar arte dramático y oratoria. En las aulas de esta universidad conoció a Lea Vernon, con la que se casó en 1950. En 1953 obtuvo un doctorado en teatro por la Universidad Cornell.
Durante los años siguientes se dedicó a enseñar arte dramático, y no debutó como actor profesional hasta 1955 interpretando a Thomas Jefferson. Entre 1956 y 1960 enseñó en la Universidad de California en Riverside. Tras ese periodo docente, decidió dedicarse exclusivamente a la actuación. Inicialmente encontró numerosos problemas para conseguir papeles de su agrado, por lo que debió compaginar esta actividad con otras como guarda de seguridad o profesor a tiempo parcial en la Universidad de California en Los Ángeles.
Durante los años 60 y principios de los 70 actuó en diversas series de televisión como Superagente 86, The Twilight Zone y Misión: Imposible. Finalmente, en 1973 interpretó el papel de Kid Twist en El golpe, su trabajo más relevante. Posteriormente colaboró con Billy Wilder en Primera plana (1974) y con Woody Allen en Love and Death (1975).
A partir de esa fecha se dedicó principalmente a la televisión, tanto en películas como en series como Enredo, The Love Boat, The Golden Girls y Felicity. Entre 1975 y 1990 obtiene cinco nominaciones a los premios Emmy, si bien no llegó a ganar ninguno.
Falleció, como consecuencia de un cáncer de próstata, el 11 de septiembre de 2010 en la residencia para jubilados de la Fundación del Cine y la Televisión en Woodland Hills (California).

## Filmografía
| Año  | Título                                                            | Personaje                     | Nota                   |
| ---- | ----------------------------------------------------------------- | ----------------------------- | ---------------------- |
| 1951 | The Man from Planet X                                             | Frightened Villager           | Sin crédito            |
| 1962 | The Couch                                                         | Hollingsworth                 | Sin crédito            |
| 1962 | Two for the Seesaw                                                | Bit                           | Sin crédito            |
| 1963 | The Yellow Canary                                                 | Ponelli                       |                        |
| 1964 | Marnie                                                            | Mr. Garrett - Manager of Farm | Sin crédito            |
| 1965 | The Satan Bug                                                     | Dr. Ostrer                    | Sin crédito            |
| 1965 | The Spy with My Face                                              | Doctor                        |                        |
| 1965 | Intimidades de una adolescente / La rebelde (Inside Daisy Clover) | Policía en el muelle          |                        |
| 1966 | Harper                                                            | Sheriff                       |                        |
| 1966 | An American Dream                                                 | Ganucci's Attorney            |                        |
| 1968 | Project X                                                         | Col. Holt                     |                        |
| 1969 | The Arrangement                                                   | Dr. Leibman                   |                        |
| 1970 | The Lawyer                                                        | Eric P. Scott                 |                        |
| 1971 | Mrs. Pollifax-Spy                                                 | Nexdhet                       |                        |
| 1972 | Where Does It Hurt?                                               | Dr. Zerny                     |                        |
| 1973 | The Sting                                                         | Kid Twist                     |                        |
| 1974 | The Front Page                                                    | The Mayor                     |                        |
| 1975 | The Strongest Man in the World                                    | Regent Dietz                  |                        |
| 1975 | Love and Death                                                    | Anton                         |                        |
| 1976 | Silent Movie                                                      | Engulf                        |                        |
| 1976 | The Big Bus                                                       | Professor Baxter              |                        |
| 1976 | Gus                                                               | Charles Gwynn                 |                        |
| 1978 | The One and Only                                                  | Hector Moses                  |                        |
| 1980 | Seems Like Old Times                                              | Judge John Channing           |                        |
| 1984 | The Dream Chasers                                                 | Telford Stampley              |                        |
| 1986 | Playing for Keeps                                                 | Rockefeller                   |                        |
| 1989 | Romero                                                            | Francisco Galedo              |                        |
| 1991 | Birch Street Gym                                                  | Jack                          | Corto                  |
| 1995 | Susurros del corazón                                              | Shiro Nishi                   | Versión en inglés, voz |
| 1995 | Killer: A Journal of Murder                                       | Old Henry Lesser              |                        |
| 1995 | Lover's Knot                                                      | Alan Smithee                  |                        |
| 1998 | My Giant                                                          | Milt Kaminski                 |                        |
| 1998 | Beloved                                                           | Barbero #4                    | Sin crédito            |
| 1998 | Patch Adams                                                       | Arthur Mendelson              |                        |
| 1998 | Brown's Requiem                                                   | Solly K                       |                        |
| 1999 | Stuart Little                                                     | Grandpa Spencer               |                        |
| 2001 | Dying on the Edge                                                 | Arthur                        |                        |
| 2002 | The Master of Disguise                                            | Grandfather Disguisey         |                        |
| 2003 | Freaky Friday                                                     | Abuelo                        |                        |
| 2003 | Brother Bear                                                      | Old Denahi                    | Voz                    |
| 2003 | Nobody's Perfect                                                  |                               | Corto                  |
| 2005 | English as a Second Language                                      | Wayne                         |                        |

- 11th Victim (1979, telefilm)
- King Crab (1980, telefilm)
- Moviola: The Silent Lovers (1980, telefilm)
- Moviola: The Scarlett O'Hara War (1980, telefilm)
- Kenny Rogers as The Gambler (1980, telefilm)
- Mrs. Delafield Wants to Marry (1986, telefilm)
- The Sunset Gang (1991, telefilm, episodio "Yiddish")
- For Hope (1996, telefilm)
- The Love Bug (1997, telefilm)
- Susurros del corazón (2006) o Mimi wo sumaseba (original release 1995) (Voz, Inglés)

## Televisión
| Año             | Título                                       | Personaje | Notas                                                                            |
| --------------- | -------------------------------------------- | --- | -------------------------------------------------------------------------------- |
| 1961–1963       | Dennis the Menace                            | Mr. Sparks / Tramp                                                                                              | 2 episodios                                                                      |
| 1961–1965       | Dr. Kildare                                  | Earl McCloskey / Dr. Peter Duey / Frank the Cop                                                                 | 3 episodios                                                                      |
| 1962            | National Velvet                              | | Episodio: "The Rumor"                                                            |
| 1962            | The Donna Reed Show                          | Cal Winslow | Episodio: "Rebel with a Cause"                                                   |
| 1962–1963       | The Eleventh Hour                            | Judge / Eric Stanger / Paul Brauner                                                                             | 3 episodios                                                                      |
| 1962–1965       | Hazel                                        | Judge Winston / Mr. Wheeler / TV Announcer / Mr. Prior                                                          | 4 episodios                                                                      |
| 1962–1965       | The Virginian                                | Lacey / John Marshall Harrison / John Anderson / Adam Pendleton / Prosecutor Black / Prosecutor Tom Finney      | 6 episodios                                                                      |
| 1963            | Empire                                       | Judge Will | Episodio: "Stopover on the Way to the Moon"                                      |
| 1963            | The Twilight Zone                            | General Larrabee                                                                                                | Episodio: "Probe 7, Over and Out"                                                |
| 1963            | The Alfred Hitchcock Hour                    | District Attorney                                                                                               | Episodio: "How to Get Rid of Your Wife"                                          |
| 1964            | The Man from U.N.C.L.E.                      | Doctor | Episodio: "The Double Affair"                                                    |
| 1964            | Perry Mason                                  | Lawrence West                                                                                                   | Episodio: "The Case of the Latent Lover"                                         |
| 1964–1965       | The Jack Benny Show                          | Director / Mr. Hunter, First IRS Man / DMV Clerk - Corrects Exam                                                | 5 episodios                                                                      |
| 1964–1967       | The Fugitive                                 | Tom Crailer / Dr. Willis / Eller - Interviewer                                                                  | 3 episodios                                                                      |
| 1964–1974       | Gunsmoke                                     | Lucius Shindrow / Hadley Boake                                                                                  | 3 episodios                                                                      |
| 1965            | That Girl                                    | Lew Marie | Episodio: "What's in a Name?"                                                    |
| 1965            | Mister Ed                                    | Psychiatrist | Episodio: "Ed the Pilot"                                                         |
| 1965–1972       | The F.B.I.                                   | George Hale / Vincent Millard / Israel Jacobs / Martin Eldon / Doctor / Arnold Bruzzi / Dave Rice / Hans Hunter | 7 episodios                                                                      |
| 1966            | The Green Hornet                             | Calvin Ryland                                                                                                   | Episodio: "May the Best Man Lose"                                                |
| 1966–1970       | Hogan's Heroes                               | General von Schlomm / General von Scheider / General Von Lintzer                                                | 4 episodios                                                                      |
| 1967            | The Invaders                                 | Allen Slater / Dr. Paul Mailer                                                                                  | 2 episodios                                                                      |
| 1967–1968       | The Flying Nun                               | Rabbi Mendez / Father Sweeney                                                                                   | 2 episodios                                                                      |
| 1967–1968       | The Wild Wild West                           | John Taney / Victor Freemantle                                                                                  | 2 episodios                                                                      |
| 1967–1969       | The Big Valley                               | Captain Crawford / Harry Davis / Judge William Daggett / Major Wilson                                           | 3 episodios                                                                      |
| 1967–1980       | Insight                                      | God (Old Man) / Beggar / God / Jonathan / Morris Gertz / Eddie                                                  | 7 episodios                                                                      |
| 1969            | The Debbie Reynolds Show                     | Whitaker | Episodio: "That's Debbie"                                                        |
| 1969            | Mission: Impossible                          | Vincente Bravo                                                                                                  | Episodio: "The Code"                                                             |
| 1969            | I Dream of Jeannie                           | General Whetherby / Mr. Winkler                                                                                 | 2 episodios                                                                      |
| 1971            | Columbo                                      | Agent Carlson                                                                                                   | Episodio: "Ransom for a Dead Man"                                                |
| 1971            | The Mod Squad                                | Lester Chennery                                                                                                 | Episodio: "Real Loser"                                                           |
| 1971            | A Death of Innocence                         | Alexander Weisberg                                                                                              | Película de televisión                                                           |
| 1971–1975       | Cannon                                       | Colonel Mirza / Robert L. Jardine / Nicholas Troas                                                              | 3 episodios                                                                      |
| 1972–1973       | The Mary Tyler Moore Show                    | Martin Morgenstern                                                                                              | 2 episodios                                                                      |
| 1972–1974       | The Streets of San Francisco                 | Joseph Francis / Arthur Lavery                                                                                  | 2 episodios                                                                      |
| 1972–1975       | Hawaii Five-O                                | Honore Vashon                                                                                                   | 4 episodios                                                                      |
| 1973            | The Partridge Family                         | Walter Yost | Episodio: "Beethoven, Brahms and Partridge"                                      |
| 1973            | Ironside                                     | Martin Geller                                                                                                   | Episodio: "The Armageddon Gang"                                                  |
| 1973            | Needles and Pins                             | Joe | Episodio: "Union Trouble"                                                        |
| 1974–1976       | Petrocelli                                   | Haskell Fox | 3 episodios                                                                      |
| 1974–1977       | Police Story                                 | Emmett Parnell / Sam Grossman / Andrea Basic                                                                    | 3 episodios                                                                      |
| 1974–1978       | Rhoda                                        | Martin Morgenstern                                                                                              | 17 episodios                                                                     |
| 1976–1977       | The Feather and Father Gang                  | TV Series (co-starring Stefanie Powers) as Harry Danton                                                         | 14 episodios                                                                     |
| 1977            | Soap                                         | Barney Gerber                                                                                                   | 4 episodios                                                                      |
| 1979            | The Rockford Files                           | Mr. Brockelman                                                                                                  | 2-partes episodio                                                                |
| 1979            | 11th Victim                                  | Benny Benito | Película de televisión                                                           |
| 1979            | The Man in the Santa Claus Suit              | Dickie Dayton                                                                                                   | Película de televisión                                                           |
| 1980            | Kenny Rogers as The Gambler                  | Stowbridge | Película de televisión                                                           |
| 1980            | The Scarlett O'Hara War                      | Louis B. Mayer                                                                                                  | Película de televisión                                                           |
| 1980            | King Crab                                    | Mr. Campana |                                                                                  |
| 1984            | St. Elsewhere                                | Melvin Millstein                                                                                                | 2 episodios                                                                      |
| 1985, 1989–1992 | The Golden Girls                             | Miles Webber (season 5–7) / Arnie Peterson (season 1)                                                           | 13 episodios                                                                     |
| 1986            | Mrs. Delafield Wants to Marry                | Dr. Marvin Elias                                                                                                | Película de televisión                                                           |
| 1986            | Scarecrow and Mrs. King                      | Andrei Zernov                                                                                                   | Episodio: "One Bear Dances, One Bear Doesn't"                                    |
| 1986            | L.A. Law                                     | Harry Finneman                                                                                                  | Episodio: "Simian Chanted Evening"                                               |
| 1986            | Night Court                                  | Walter Wise | Episodio: "New Year's Leave"                                                     |
| 1989            | Empty Nest                                   | Dr. Stanfield Weston                                                                                            | Episodio: "Man of the Year"                                                      |
| 1989            | Midnight Caller                              | Charlie Drexol                                                                                                  | Episodio: "Blues for Mr. Charlie"                                                |
| 1989–1992       | The Ray Bradbury Theater                     | Colonel Stonesteel / Old Man                                                                                    | 2 episodios: Colonel Stonesteel and the Desperate Empties / To the Chicago Abyss |
| 1990            | Dallas                                       | Dr. Wexler | 2 episodios                                                                      |
| 1990            | Singer & Sons                                | Nathan Singer                                                                                                   | 4 episodios                                                                      |
| 1992–1993       | The Golden Palace                            | Miles, novio de Rose                                                                                            | 2 episodios                                                                      |
| 1994–1995       | Lois & Clark: The New Adventures of Superman | Edwin Griffin                                                                                                   | 2 episodios                                                                      |
| 1996            | The Outer Limits                             | Gerry | Episodio: "Paradise"                                                             |
| 1996            | For Hope                                     | David 'Dave' Altman                                                                                             | Película de televisión                                                           |
| 1996–2001       | Touched by an Angel                          | Albert Einstein / Sam Moskowitz                                                                                 | 2 episodios                                                                      |
| 1997            | The Love Bug                                 | Dr. Gustav Stumpfel                                                                                             | Película de televisión                                                           |
| 1998            | Felicity                                     | Dr. William Garibay                                                                                             | Episodio: "Hot Objects"                                                          |
| 1999            | Pacific Blue                                 | | Episodio: "Hostile Witness"                                                      |
| 2000            | The King of Queens                           | Irv Glassman | Episodio: "Surprise Artie"                                                       |
| 2003            | Judging Amy                                  | Arthur | Episodio: "Maxine Interrupted"                                                   |
| 2010            | Nip/Tuck                                     | Walter Krieger                                                                                                  | Episodio: "Walter and Edith Krieger"                                             |
|                 |                                              | | (aparición final)                                                                |

- Get Smart
- Dr. Kildare
- The Twilight Zone
- Dennis the Menace